# James M. Tanner
James Mourilyan Tanner (* 1. August 1920 in Camberley, Surrey; † 11. August 2010 in Wellington, Somerset) war ein britischer Kinderarzt. Sein Fachgebiet war die Auxologie. Tanner beschrieb die nach ihm benannten Tanner-Stadien der körperlichen Entwicklung während der Pubertät.

## Leben
James M. Tanner wurde 1920 als Sohn eines britischen Militärangehörigen geboren und wuchs u. a. in Ägypten und China auf. Nach dem Tod seines älteren Bruders im Zweiten Weltkrieg, verwarf er die Idee, ebenfalls in den Militärdienst einzutreten. Er nahm ein Medizinstudium auf, dass er an der University of Pennsylvania abschloss. Seine Facharztausbildung absolvierte er am Johns Hopkins Hospital. Tanner war zudem Biologe und Mathematiker. Er war Professor am Institute of Child Health der Universität London. 1993 wurde er in die American Academy of Arts and Sciences gewählt.
Tanner war in erster Ehe mit Bernice Alture († 1991), in zweiter Ehe mit der Schwedin Gunilla Tanner Lindgren verheiratet. Er hinterließ eine Tochter sowie eine Stieftochter und einen Stiefsohn.

## Wirken
Tanner erweiterte als Erster die wissenschaftliche Betrachtung des Körperwachstums um das soziale Umfeld, in dem Menschen heranwachsen. In diesem Zusammenhang prägte er die Aussage vom „Wachstum als Spiegel sozialer Umstände“ (engl.: “growth as a mirror of the conditions of society”). Grundlage seiner frühen Arbeiten war die Harpenden Growth Study, eine Längsschnittstudie, die von 1948 bis 1971 in einem Waisenhaus in Harpenden durchgeführt wurde. Diese Studie lieferte Daten, aus denen Referenzwerte zu Körpergröße und Gewicht, Tabellen zur zu erwartenden Körpergröße eines Jugendlichen während der Wachstumsphase und Röntgenaufnahme für die Skelettalterbestimmung mittels der Einzelknochenmethode („Bone-by-bone-Methode“) nach Tanner und Whitehouse hervorgingen. Er  beschrieb zudem die nach ihm benannten Tanner-Stadien der körperlichen Entwicklung während der Pubertät.

## Werke (Auswahl)
- J. M. Tanner, G. R. Taylor: Growth. Life Science Library, 1965.
- W. A. Marshall, J. M. Tanner: Variations in the pattern of pubertal changes in boys. In: Archives of Disease in Childhood. Band 45, Nummer 239, Februar 1970, S. 13–23, ISSN 1468-2044. PMID 5440182. PMC 2020414 (freier Volltext).
- W. A. Marshall, J. M. Tanner: Variations in pattern of pubertal changes in girls. In: Archives of disease in childhood. Band 44, Nummer 235, Juni 1969, S. 291–303, ISSN 1468-2044. PMID 5785179. PMC 2020314 (freier Volltext).
- J. M. Tanner: A History of the Study of Human Growth. Cambridge University Press, 1981. ISBN 978-0-521-22488-8.
- J. M. Tanner: Foetus Into Man: Physical Growth From Conception to Maturity. Harvard University Press, 1990. ISBN 978-0-674-30692-9.
- P. B. Eveleth, J. M. Tanner: Worldwide Variation in Human Growth. Cambridge University Press, 1991. ISBN 978-0-521-35916-0.